# الاید بنک
آلاید بنک (انگلیسی: Allied Bank) شرکت خدمات مالی و بانکداری پاکستانی است، که در سال ۱۹۴۲ تأسیس شد.